# Плита Ривера

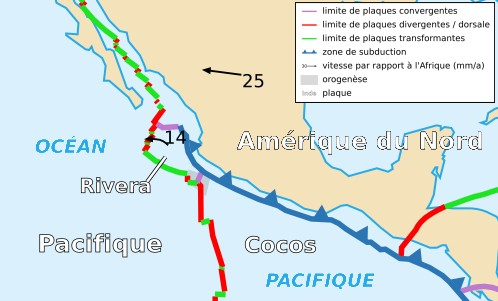
Расположение Плиты Ривера

Плита Ривера — тектоническая микроплита. Имеет площадь — 0,00249 стерадиан. Обычно рассматривается в составе плиты Кокос. Имеет исключительно океаническую кору.
Расположена у западного побережья Мексики, южнее полуострова Нижняя Калифорния. Она граничит на северо-западе Тихоокеанской возвышенностью на востоке и на юго-западе трансформным разломом Ривера с Тихоокеанской плитой, на юго-востоке зоны деформации с плитой Кокос, на северо-востоке имеет зону субдукции.
Считается, что Плита Ривера отделилась от плиты Кокос, расположенной юго-восточнее, около 5—10 миллионов лет назад.